# Johann Friedrich Hund von Saulheim

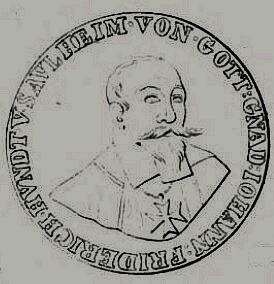
Johann Friedrich Hund von Saulheim auf einer zeitgenössischen Schaumünze

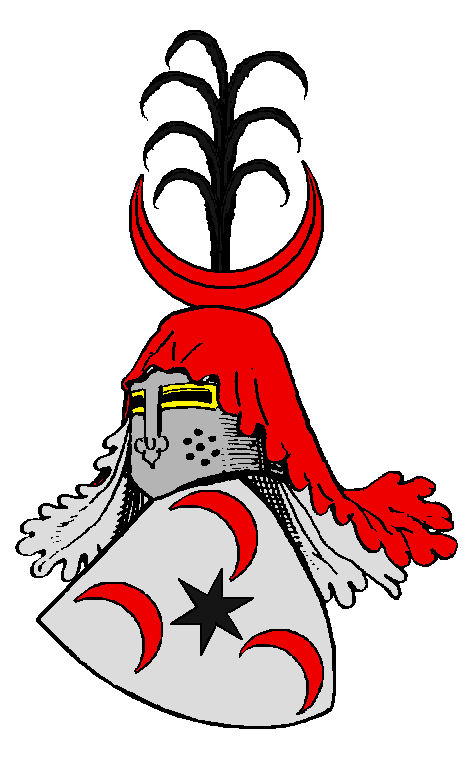
Familienwappen der Hund von Saulheim

Johann Friedrich Hund von Saulheim (* vor 1560; † 19. März 1635 in Heitersheim) war ein deutscher Ritter, katholischer Priester und von 1609 bis 1612 Großbailli des Johanniterordens. Von 1612 bis zu seinem Tod Reichsfürst von Heitersheim und Großprior von Deutschland.

## Herkunft und Familie
Er entstammte dem 1750 erloschenen, rheinhessischen Adelsgeschlecht der Hund von Saulheim, mit ihrem Stammsitz in Saulheim. Sie waren ursprünglich Ministeriale des Mainzer Erzbischofs, später gehörten sie dem Ritterkanton Oberrhein an.
Johann Friedrich Hund von Saulheim wurde geboren als Sohn des Friedrich II. Hund von Saulheim und seiner zweiten Gattin Regula Christophera von Affenstein,  Tochter des in Dirmstein beheimateten kurpfälzischen Hofrichters Wolf von Affenstein († 1556) und seiner zweiten Frau Dorothea geb. Kistel von Dürkheim.
Halbschwester der Mutter war Maria von Affenstein († 1556), verheiratet mit dem kurpfälzischen Amtmann Jakob von Helmstatt, deren Grabstein wegen seiner künstlerischen Qualität von der Stephanskirche Lambsheim ins Historische Museum der Pfalz nach Speyer verbracht wurde.  

## Leben
Johann Friedrich Hund von Saulheim trat in den Malteserorden ein. Er wurde dort Ritter und erhielt die Priesterweihe. 
1600 amtierte er als Komtur von Kleinerdlingen, wo ihm die Wiedereinführung des katholischen Glaubens gelang.
Er war Komtur von Würzburg, Biebelried und Rottweil und erbaute 1606 in Biebelried die neue Kirche St. Johannis Enthauptung. Er hatte einen Bruder der Verwalter in Biebelried war und resignierte im Jahr 1617. Sein Nachfolger als Komtur von Würzburg und Biebelried war Georg Christoph von Weitingen.
Auf der zeitgenössischen Gedenktafel zum Neubau der Kirche wird er als Komtur von Würzburg, Schleusingen und Weißensee sowie als Kaiserlicher Rat bezeichnet.
Am 24. März 1612 wählte man Johann Friedrich Hund von Saulheim zum Großprior des deutschen Malteserordens mit Sitz in Heitersheim, wodurch er gleichzeitig Fürst der reichsunmittelbaren Herrschaft Heitersheim war. Als solcher vertrat er seinen Orden 1613 auf dem  Reichstag.

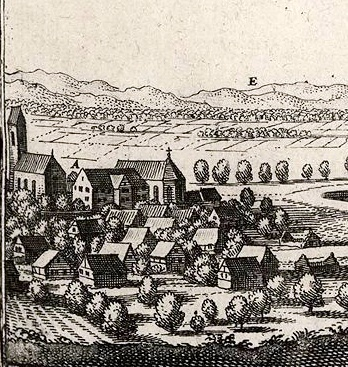
Der Ort Heitersheim 1644. Die Franziskanerkirche mit Konventsgebäude ist die rechte der beiden Kirchen

Der Historiker Wolf-Dieter Barz schreibt über ihn, er „gewann für den Ort Heitersheim große Bedeutung, indem er sich bemühte, auf allen Gebieten Ordnung zu schaffen und die Stellung Heitersheims als Residenzort zu heben.“ Johann Friedrich Hund von Saulheim siedelte dort den Franziskanerorden zur Übernahme der Pfarrseelsorge an und stiftete ihm 1616 ein Grundstück zum Bau eines Klosters, da er festgestellt hatte „wie übel der Gottesdienst allhie bestelt gewesen“. Kirche und Kloster konnten 1619 geweiht werden. 1620 erließ er für sein Fürstentum eine neue Herrschaftsordnung. 
Fürst Hund von Saulheim starb 1635, nachdem er 1633, im  Dreißigjährigen Krieg, noch die erste Plünderung seiner Residenz Heitersheim erleben musste. Beigesetzt wurde er im Chor der dort von ihm mitgestifteten Franziskanerkirche, die man 1812 abriss. Lediglich das Konventsgebäude ist als heutiges Pfarrhaus erhalten. 
Sein Bruder Wilhelm Hund von Saulheim († 1632) war Domkapitular in Mainz und Speyer, die Schwestern Margareta Kanonisse in Frauenalb und Brigitta Nonne im Klarissenkloster St.-Klara zu Speyer.
In Heitersheim, auf dem Schilzberg, gibt es ein Wegkreuz von 1633, das Johann Friedrich Hund von Saulheim gestiftet haben soll und das sich offenbar auf die Plünderung des Ortes im Dreißigjährigen Krieg bezieht.
Peter Kaltenbach, Vogt im badischen Britzingen, vermerkte über diese Ereignisse des Jahres 1633 in seinem Lagerbuch: „Wie bei solchem großen unausstehlichen Jammer und Not mehrenteils auch Leute gen Heitersheim geflohen, besonders die Britzinger, so hat in solchem Elend der hochwürdige Fürst und Herr Johann Friedrich, des ritterlichen St. Johannis Ordens Obristmeister in deutschen Landen, den verjagten markgräflichen Unterthanen, besonders aber denen aus dieser Vogtei Britzingen, viel Gutes erzeiget, Schutz und Schirm gegeben...“

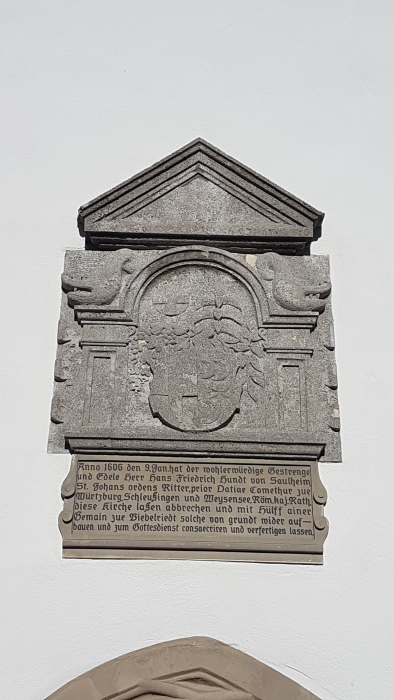
Gedenktafel zum Neubau von St. Johannis Enthauptung in Biebelried